# Бомон Монте
Бомон Монте (фр. Beaumont-Monteux) насеље је и општина у источној Француској у региону Рона-Алпи, у департману Дром која припада префектури Валанс.
По подацима из 2011. године у општини је живело 1111 становника, а густина насељености је износила 83,1 становника/km². Општина се простире на површини од 13,37 km². Налази се на средњој надморској висини од 120 метара (максималној 160 m, а минималној 108 m).

## Демографија
| 1962. | 1968. | 1975. | 1982. | 1990. | 1999. | 2011. |
| ----- | ----- | ----- | ----- | ----- | ----- | ----- |
| 538   | 582   | 603   | 743   | 888   | 936   | 1.111 |

График промене броја становника у току последњих година